# Мусоросжигательный завод

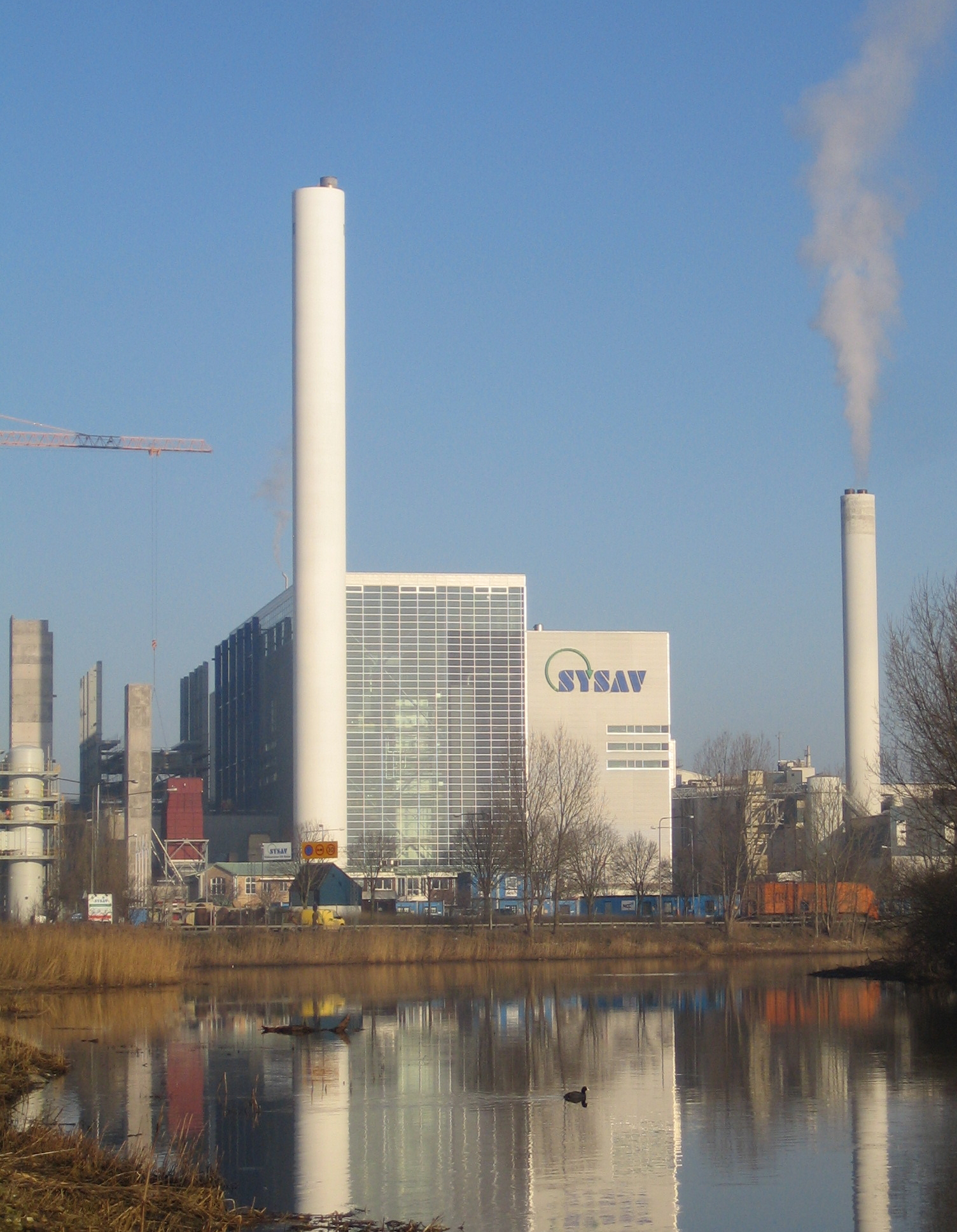
Мусоросжигательный завод в Мальмё, Швеция

Мусоросжигательный завод — предприятие, использующее технологию утилизации промышленных и твёрдых бытовых/коммунальных отходов посредством термического разложения (сжигания) в котлах или печах. Побочной функцией мусоросжигательных заводов является выработка тепловой и электроэнергии за счёт использования теплоты сгорания.
Мусоросжигательные заводы широко распространены в странах Западной и Северной Европы, в США и Японии. В России работают 10 таких предприятий, однако планируется существенное увеличение их числа.

## История

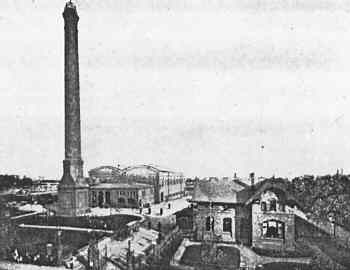
Мусоросжигательный завод в Гамбурге, Германия. 1895 год

Проблема утилизации отходов стала нарастать во время индустриализации, по мере распространения в быту материалов, не подверженных естественному разложению — к примеру, полимерных материалов и резины. Сжигание мусора в промышленных масштабах возникло во второй половине XIX века в Великобритании, где строились мусоросжигательные установки при мануфактурах. Первый в мире мусоросжигательный завод появился в 1874 году в Ноттингеме. Там же чуть позже была предпринята первая попытка энергетического использования мусоросжигания, когда была построена паровая установка, в качестве топлива для которой использовался мусор. Однако в то время мусор сжигался общей массой, без какой-либо сортировки на гомогенные фракции. Вместе с английскими переселенцами новая отрасль появилась и в США: первый американский мусоросжигательный завод был построен в Нью-Йорке в 1880 году. В те же годы в ряде американских городов создавались мусоросжигательные установки в многоквартирных домах, которые использовались также и для отопления. Однако дымовые газы из негерметичных труб попадали в жилые помещения, так что от использования таких установок довольно быстро отказались. Кроме того, в США вплоть до 1960-х годов мусоросжигательные заводы были мало распространены, и заменяли их преимущественно автономные установки.
Параллельно мусоросжигательные заводы строились и во Франции. Первый из них был построен в 1893 году возле Парижа. А в 1896 году в Сент-Уэне открылся первый в мире мусоросжигательный завод с измельчающей машиной. В последующие десять лет ещё три таких же завода было построено в пригородах Парижа.
В 1930 году инженеры швейцарской фирмы Von Roll разработали печь с колосниковой решёткой для слоевого сжигания мусора, что значительно снизило себестоимость процесса, поскольку отпала потребность в использовании мазута или каменного угля в качестве топлива для равномерного распределения температуры. Эта же фирма в 1933 году построила в нидерландском Дордрехте первую в мире тепловую электростанцию, работающую на энергии сжигаемого мусора. 
В 1950-е годы на мусоросжигательных заводах стал распространяться метод пиролиза отходов.
В 1972 году первые мусоросжигательные заводы были построены в СССР, однако, на них не применялась принятая к тому времени в Европе и Северной Америке система газоочистки, что делало их менее экологически безопасными.
В 1981 году в Будапеште был введён в эксплуатацию крупнейший в странах СЭВ мусоросжигательный завод (построенный по программе производственной кооперации стран СЭВ).

## Технологии

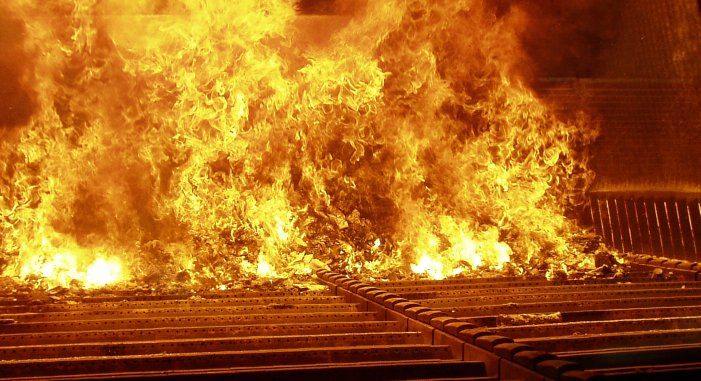
Сжигание отходов на подвижной решётке

На мусоросжигательных заводах применяется несколько технологий сжигания отходов, которые различаются в основном по типу печей. Наиболее распространённая технология — слоевое сжигание. Также применяются технологии пиролиза и газификации твёрдых бытовых отходов.

### Слоевое сжигание
При слоевом сжигании используются камеры сгорания с колосниковыми решётками (решётка может быть как подвижной, так и неподвижной — чаще используется подвижная). Слой мусора располагается на решётке, на которую подаются горячие воздушные потоки. Сжигание осуществляется при температурах 850—1500⁰C (они могут варьироваться в зависимости от химического состава мусора). Также в зависимости от типа решётки и состава мусора подача воздуха внутри камеры может идти в разных направлениях: параллельно потоку отходов, против него, либо в определённых точках камеры (как правило, в её центре). Зола и шлак утилизируются из камеры сгорания через охлаждаемый водой резервуар. Одна камера с подвижной колосниковой решёткой может перерабатывать около 35 тонн отходов в час и работать около 8 тысяч часов в год.
Также на мусоросжигательных заводах используется технология кипящего слоя. При её применении отходы предварительно разделяют на гомогенные фракции, а затем сжигают в камерах путём подачи горячего воздуха через предварительно загруженный туда слой песка, доломитовой крошки или другого сыпучего абсорбента, который обладает высокой теплопроводностью. Технология кипящего слоя позволяет значительно сократить выбросы токсичных веществ при сжигании. Однако эта технология имеет недостаток из-за непригодности для сжигания смешанной массы отходов. Технология кипящего слоя при сжигании мусора широко распространена в Японии.

### Пиролиз и газификация
Технология пиролиза мусора применяется при переработке опасных отходов. К этой группе относятся некоторые виды пластмасс, резина (часто это технология применяется для переработки автомобильных шин) и ряд промышленных отходов. Пиролиз твёрдых бытовых отходов предполагает их разложение под давлением в бескислородной среде во вращающейся печи, в которую отходы подаются противотоком к обогревающим газам. Пиролиз происходит при температуре 400—600⁰C, а выделяющиеся при горении газы направляются в камеру дожигания, где они сгорают уже при подаче кислорода. В результате этого процесса образуются жидкости и газы с высокой удельной теплотой сгорания, которые могут использоваться в качестве топлива, а также твёрдый осадок, пригодный для использования в качестве сырья на ряде производств химической промышленности. Для переработки мусора пиролиз применяется с 1950-х годов.
Помимо собственно пиролиза в переработке отходов применяется также технология газификации, то есть высокотемпературного пиролиза (около 1000⁰C), в результате которого из разлагаемых отходов получают синтез-газ (смесь водорода с монооксидом углерода), используемый затем в энергетике и химической промышленности.

### Плазменная технология
Плазменная технология утилизации ТКО представляет собой их разложение в электродуговых печах при температуре до 4000⁰C, получаемой за счёт энергии электрической дуги в присутствии водяного пара в качестве плазмообразующего газа. При использовании этой технологии степень разложения отходов составляет выше 99 %, что делает её одной из наиболее эффективных. Однако широкого распространения она не имеет из-за высокой себестоимости и применяется в основном для утилизации высокотоксичных отходов (к примеру, медицинских).

## Выбросы и экологическая безопасность
Степень воздействия мусоросжигательных заводов на окружающую среду зависит в значительной мере от соблюдения правил сжигания ТКО, к которым относятся: сортировка отходов перед сжиганием, с удалением из них негорючих, а также подверженных гниению компонентов; поддержание необходимой температуры в печах в процессе сжигания; обязательная проверка золы на выщелачивание перед её захоронением; при использовании технологии пиролиза — обязательное вторичное дожигание газов. При этом наличие определённого процента выбросов в атмосферу на мусоросжигательных заводах остаётся неизбежным.
В дымовых газах содержится углекислый газ, в меньшей степени — оксиды азота и серы (преимущественно (IV) и (VI)), хлороводород и фтороводород, соединения тяжёлых металлов (кадмия, свинца, ртути). Особое внимание привлекают выбросы токсичных фуранов, а также диоксинов, образующихся при сжигании хлорсодержащих полимерных материалов (к примеру, поливинилхлорид). Однако количественно МСЗ производят значительно меньше диоксинов, чем неконтролируемые пожары на свалках и частные костры. Помимо соблюдения правил сортировки и сжигания мусора, существует и ряд других мер по снижению концентрации выбросов мусоросжигательных заводов. Основной из них — адсорбция диоксинов (при помощи, к примеру, активированного угля) с улавливанием твёрдых частиц.
Недостаточно качественная предварительная сортировка ТКО может приводить к образованию большого количество золы и шлака (в количестве порядка ~20-25 % от сухой массы отходов). Другим недостатком метода сжигания при утилизации ТКО является уничтожение ряда ценных компонентов отходов, которые могли бы использоваться в промышленности в качестве вторичного сырья.
Тем не менее, сжигание мусора, как метод его утилизации, имеет и ряд серьёзных преимуществ. Мусоросжигание более надёжно обезвреживает отходы, снижая риск загрязнения ими почв и грунтовых вод — в отличие от захоронения отходов на полигонах. Кроме того, существенно снижается количество отходов: в объёме — примерно в 10 раз, в массе — в 3 раза. Другое важное преимущество — возможность использования в промышленных масштабах тепловой энергии, образующейся в процессе мусоросжигания.

## Энергетическая ценность
Вторичной функцией мусоросжигательных заводов является использование тепловой энергии производственного процесса, в том числе, для выработки электроэнергии. Теплотворная способность твёрдых бытовых отходов может достигать 8400 кДЖ/кг, что соответствует показателям ряда низкосортных видов топлива (к примеру, бурого угля и торфа). Энергетическая ценность твёрдых бытовых отходов может достигать 600—700 кВт электроэнергии или 2—3 Гкал тепловой энергии на 1 тонну мусора. В результате ТКО часто рассматриваются в качестве нетрадиционного вида топлива. Невысокий КПД компенсируется тем, что ТКО всё равно необходимо утилизировать. Использование ТКО в качестве дополнительного источника энергии стало всерьёз рассматриваться в развитых странах в 1970-е годы, во время мирового энергетического кризиса, что привело к интенсивному развитию технологий мусоросжигания и росту числа заводов. По подсчётам, сделанным в США и Германии, вовлечение всех ТКО в мусоросжигание способно покрыть до 2—3 % энергетических потребностей этих стран. В Швеции в настоящее время мусоросжигательные заводы вырабатывают примерно 16 % тепловой и 1,4 % электроэнергии страны. Также значительную долю в производстве тепловой энергии мусоросжигательные заводы составляют в Германии, Франции и Швейцарии.
Из-за достаточно высоких затрат на строительство мусоросжигательных заводов их использование для производства тепловой и электроэнергии имеет смысл только при расположении завода при крупном городе с населением не меньше 350 тысяч человек.

## Распространённость мусоросжигательных заводов

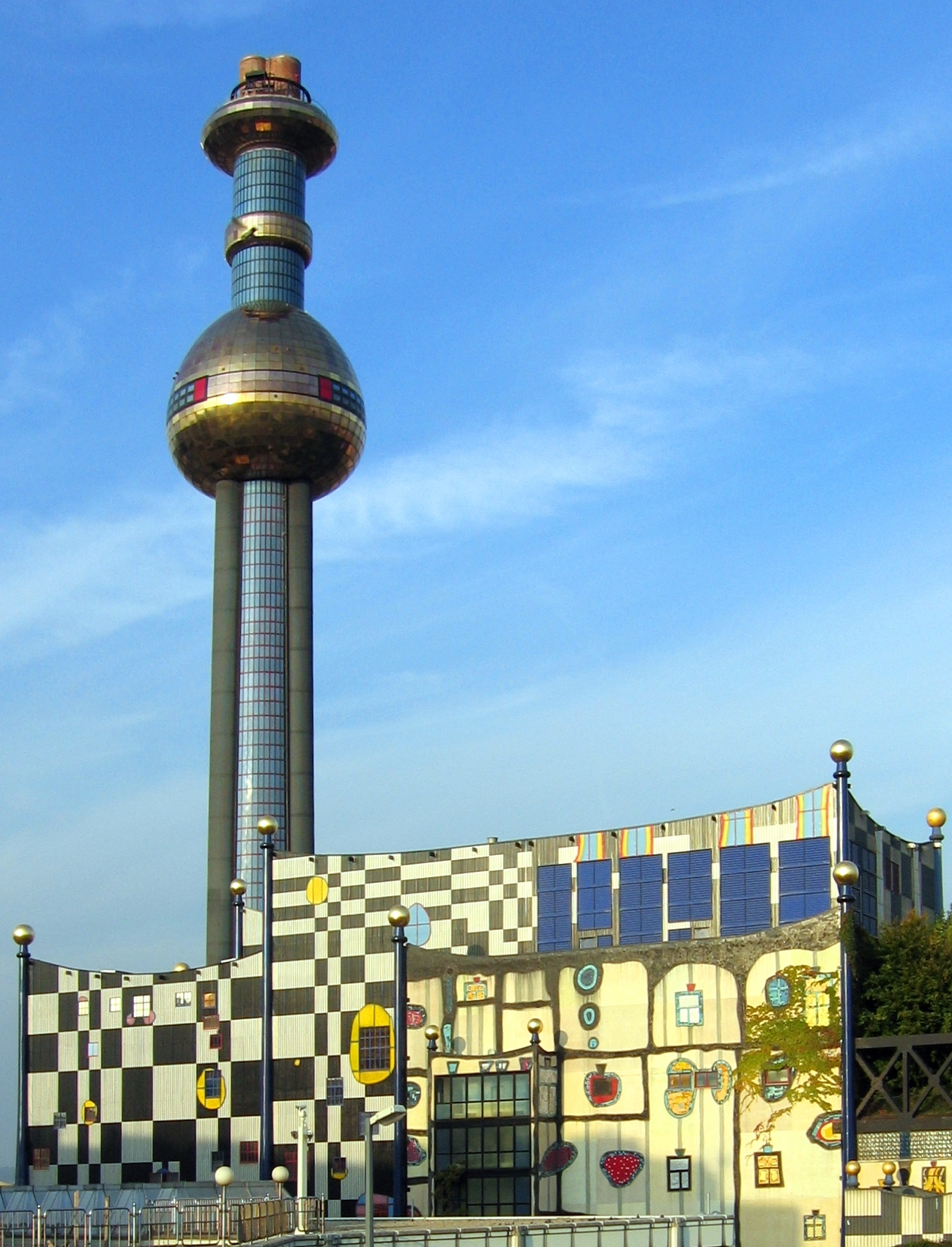
Мусоросжигательный завод Шпиттелау в Вене

Количество мусоросжигательных заводов в мире в настоящий момент приближается к 2 тысячам. Мировыми лидерами отрасли являются Дания и Швейцария, где уровень сжигания твёрдых бытовых отходов составляет около 80 %. В Японии он составляет порядка 70 %. В среднем по Европейскому Союзу — 25 %: при этом показатели по разным странам варьируются от 1 % (Болгария, Румыния) до 80 % (Дания). В Швеции, Финляндии и Бельгии — около 50—60 %; в Германии, Австрии, Франции и Италии — около 20—40 %; в Великобритании и США — 10 %, в России — 2,3 %.
В Европе функционирует более 400 предприятий термической обработки ТКО. Большинство европейских мусоросжигательных заводов расположено во Франции (около 300). При этом 80 из них используются также в энергетических целях, в том числе 12 мусоросжигательных заводов, вовлечённых в энергоснабжение Парижа. В Швейцарии по состоянию на начало 2010-х годов действовало 37 мусоросжигательных заводов, при этом часть мусора в Швейцарию импортируется из-за рубежа (преимущественно из Германии). Примерно две трети швейцарских заводов участвуют в энергоснабжении жилых домов. В Германии насчитывается 68 мусоросжигательных установок и около 30 электростанций, работающих на сжигании ТКО, общей мощностью около 5 млн тонн. В Швеции действует 34 мусоросжигательных завода, которые ежегодно перерабатывают около 2,5 млн тонн мусора. Зола, остающаяся после сжигания, используется в химической промышленности (в основном, для извлечения металлов), а также при строительстве автодорог. Кроме того, мусоросжигательные заводы Швеции вырабатывают около 16 % тепловой и 1,4 % электрической энергии в стране. В Финляндии действует 9 мусоросжигательных заводов с суммарной пропускной способностью порядка 1,5 млн тонн мусора в год. Самый крупный из них — в Вантаа, имеющий мощность 320 тысяч тонн в год, и покрывающий половину потребностей города в тепловой и около трети — в электроэнергии.

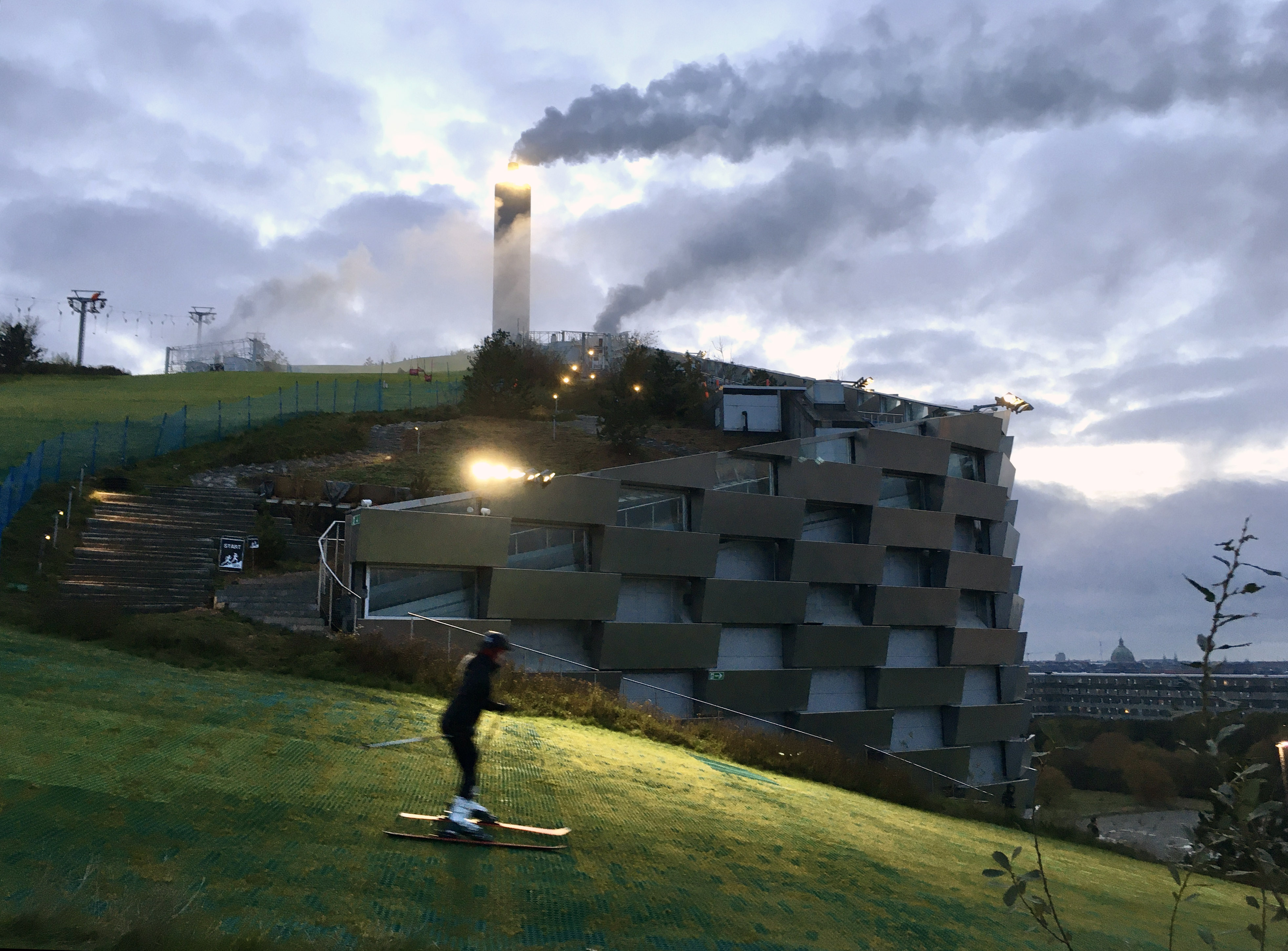
Лыжница спускается по склону на крыше завода Амагер Бакке в Копенгагене

В некоторых городах Европы при строительстве мусоросжигательных заводов применяются нестандартные архитектурные решения. Ярким примером является мусоросжигательный завод Шпиттелау в Вене, построенный в конце 1980-х годов и оформленный по проекту венского архитектора Фриденсрайха Хундертвассера. Этот завод стал одной из достопримечательностей австрийской столицы. В 2017 году в Копенгагене открылся мусоросжигательный завод Амагер Бакке, спроектированный бюро BIG; на его крыше в 2019 году открылся горнолыжный спуск.
В США действует 89 мусоросжигательных заводов, на которых суммарно сжигается более 30 млн тонн отходов ежегодно и вырабатывается более 17 ТВт*ч электроэнергии.
В Китае не существовало мусоросжигательных заводов до 2000-х годов. Однако уже в начале 2010-х сжиганию подвергалось около 25 млн тонн мусора в год. Япония, в свою очередь, является одним из мировых лидеров в мусоросжигании, там оно стало развиваться ещё в середине XX века. В настоящий момент в Японии сжигают около 70 % ТКО. Кроме того, Япония наиболее широко, в сравнении с другими странами, использует в этой отрасли технологию кипящего слоя.

### Россия
Россия в отрасли мусоросжигания, как и в целом утилизации мусора, отстаёт от развитых стран. На 2019 год действует 10 мусоросжигательных заводов, из которых 3 компании «EVN AG» расположены в Москве.
1. г. Мурманск: АО Завод по термической обработке твердых бытовых отходов
2. г. Владивосток: МУПВ «Спецзавод No 1»
3. г. Пятигорск: АО «ПТЭК»
4. г. Сочи: ОАО «Сочинский мусороперерабатывающий комплекс»
5. г. Москва: ГУП «Спецзавод № 3» в в Южном округе
6. г. Москва: ГУП «Спецзавод № 4» в Руднево
7. г. Москва: ГУП «Спецзавод № 2» в Алтуфьево (законсервирован)
8. г. Болохово, Тульская область: ГУП Киреевский ветеринарно-санитарный утилизационный завод
9. г. Саранск, Республика Мордовия: ГУП Саранский ветеринарно-санитарный утилизационный завод
10. г. Орёл: ГУП Орловский ветеринарный санитарный утилизационный завод

При этом во второй половине 2010-х годов в России стартовал проект «Энергия из отходов», который предполагает существенное увеличение количества мусоросжигательных заводов в стране и использование их в энергетике. В рамках пилотного проекта компанией «РТ-Инвест» в сотрудничестве с японско-швейцарской компанией «Hitachi Zosen INOVA» планируется строительство к 2022 году четырёх мусоросжигательных заводов в Московской области и одного в Татарстане. Предполагаемая мощность каждого из заводов в Подмосковье — порядка 700 тысяч тонн мусора в год, численность сотрудников — около 120 человек на одном заводе; предполагаемая мощность завода в Татарстане — около 550 тысяч тонн. Подмосковные заводы должны будут обеспечивать электроэнергией суммарно 1,5 миллиона человек. После этого планируется строительство таких же заводов и в других регионах России.
Планируются к запуску в ближайшие годы:
1. Подмосковье: Наро-Фоминск (строит «РТ-Инвест» от ГК «Ростех»)
2. Подмосковье: Ногинск (строит «РТ-Инвест» от ГК «Ростех»)
3. Подмосковье: Воскресенск (строит «РТ-Инвест» от ГК «Ростех»)
4. Подмосковье: Солнечногорск (строит «РТ-Инвест» от ГК «Ростех»)
5. Казань (строит «РТ-Инвест» от ГК «Ростех»)
6. Сочи (план)
7. Кавминводы (план)
8. Тамань (план)
9. Санкт-Петербург (план)
10. Екатеринбург (план)
11. Нижний Новгород (план)
12. Самара (план)
13. Тольятти (план)
14. Сызрань (план)
15. Ростов-на-Дону (план)
16. Таганрог (план)
17. Шахты (план) + ещё 17 в ДНР, ЛНР, Запорожской и Херсонской областях

Долгосрочная стратегия:
В проекте федеральной схемы обращения с ТКО от ГК «Российский экологический оператор» строительство 148 предприятий по сжиганию мусора общей мощностью 4,3 млн тонн в год.